# Blasted Hopes (film, 1910)
Pour les articles homonymes, voir Hopes.
Blasted Hopes est un film muet américain sorti en 1910.

## Fiche technique
- Production : William Selig
- Date de sortie :  États-Unis : 27 octobre 1910

## Distribution
- Kathlyn Williams